# Завиша, Марцелина
Марцелина Завиша (пол. Marcelina Zawisza; род. 3 мая 1989 года в Катовице) — польская политический и общественный деятель левого толка, депутат Сейма IX и X созывов (с 2019 года). Со-основатель Партии «Вместе», член Национального совета партии (2015—2022) и руководитель её депутатской группы в парламенте (с 2024). Феминистка.

## Биография
Родилась 3 мая 1989 года в Катовице.
Окончила Институт социальной политики Варшавского университета.
С юности состояла в Партии зелёных, была председателем варшавской организации партии.
Участвовала в европейских выборах 2014 года. На местных выборах того же года — кандидат в Варшавский городской совет и глава предвыборного штаба кандидата в Президенты Варшавы Йоанны Эрбель.
В 2015 — одна из основателей Партии «Вместе» и член национального совета партии. На парламентских выборах 2015 года безуспешно баллотировалась в Сейм VIII созыва по партийному списку Партии Вместе.
В 2018 году вошла в список Forbes 30 Under 30 за организацию «Чёрного протеста» в защиту права на аборт.
На местных выборах 2018 года баллотировалась в Сеймик Силезского воеводства.
Кандидат в депутаты Европейского парламента на выборах 2019 года по списку коалиции «Левые вместе».
На парламентских выборах 2019 года избрана в Сейм IX созыва по списку Союза демократических левых сил (в рамках соглашения между левыми партиями). В парламенте стала членом комиссии здравоохранения и заместителем председателя фракции «Левые». Переизбрана на выборах 2023 года.

## Участие в выборах
| Выборы | Избирательный комитет                  | Избирательный комитет           | Орган                              | Результат       |
| ------ | -------------------------------------- | ------------------------------- | ---------------------------------- | --------------- |
| 2014   |                                        | Партия зелёных                  | Европейский парламент VIII созыва  | 543 (0,06 %)    |
| 2014   | Варшавский городской совет VII созыва  | Партия зелёных                  | 1007 (1,37 %)                      |                 |
| 2015   |                                        | Партия «Вместе»                 | Сейм Республики Польша VIII созыва | 8316 (2,02 %)   |
| 2018   | Сеймик Силезского воеводства VI созыва | Партия «Вместе»                 | 1653 (0,83 %)                      |                 |
| 2019   | Левые вместе                           | Европейский парламент IX созыва | 9213 (0,70 %)                      |                 |
| 2019   |                                        | Союз демократических левых сил  | Сейм Республики Польша IX созыва   | 19 206 (4,73 %) |
| 2023   |                                        | Левые                           | Сейм Республики Польша X созыва    | 19 388 (4,04 %) |

## Личная жизнь
В детстве страдала от опухоли кости. По словам Завиши, именно болезнь оказало существенное влияние на ее последующую политическую карьеру.
Замужем, имеет двоих детей: сыновей Адама (род. 2020) и Павла (род. 2021). В настоящее время живет с семьей в Варшаве.